# Robert Service

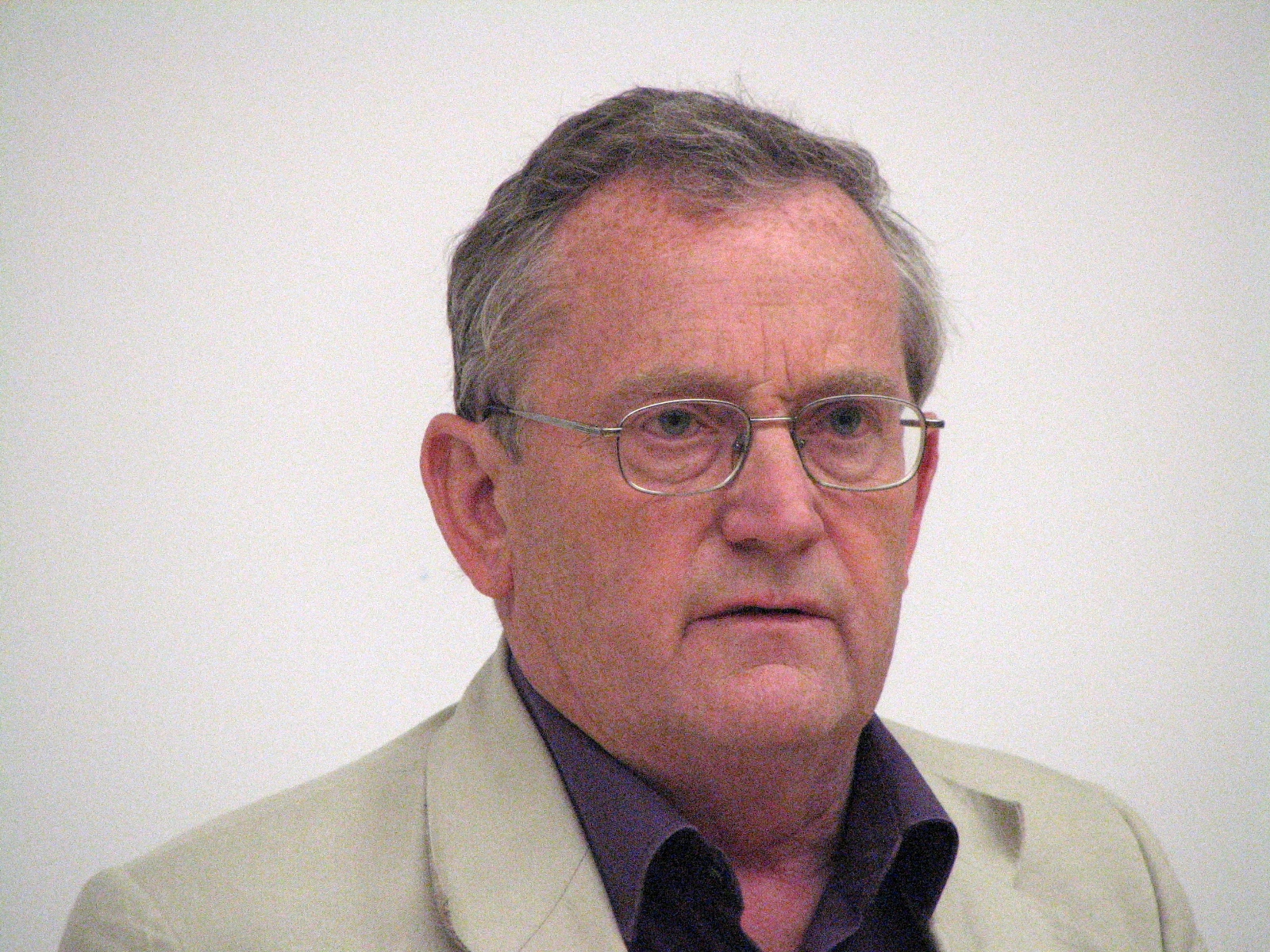
Robert Service

Robert Service (ur. 29 października 1947) – brytyjski historyk i sowietolog.
Zajmuje się dziejami Rosji. Profesor Uniwersytetu w Oksfordzie.

## Wybrane publikacje
- The Bolshevik Party in Revolution 1917-23: A Study in Organizational Change (1979)
- A History of Twentieth-Century Russia (1997)
- The Penguin History of Modern Russia From Tsarism to the 21st Century (1997)
- A History of Modern Russia, from Nicholas II to Putin (1998, wyd. 2 - 2003)
- The Russian Revolution, 1900-27  (Studies in European History) (1999)
- Lenin: A Biography  (2000)
- Russia: Experiment with a People  (2002)
- Stalin: A Biography (2004), Oxford, ISBN O-330-41913-7(2004)
- Comrades: A World History of Communism (2007)
- Trotsky: A Biography  (2009)
- Spies and Commissars: Bolshevik Russia and the West (2011)

## Publikacje w języku polskim
- Lenin: biografia, Warszawa: "Iskry" 2003.
- Towarzysze: komunizm od początku do upadku: historia zbrodniczej ideologii, tł. Hanna Szczerkowska, Kraków: Społeczny Instytut Wydawniczy Znak 2008.
- Szpiedzy i komisarze: bolszewicka Rosja kontra Zachód, przekł. Mirosław Bielewicz, Kraków: Społeczny Instytut Wydawniczy Znak 2013.